# NBA 1949/50
Die NBA-Saison 1949/50 war die erste Saison der NBA, nachdem die Basketball Association of America mit der National Basketball League zur National Basketball Association fusioniert wurde. Sie gilt zwar offiziell nicht als erste NBA-Saison, ist aber die erste unter dem Namen NBA. Am Saisonende besiegten die Minneapolis Lakers die Syracuse Nationals mit 4—2 in Spielen und wurden Champion.

## Saisonnotizen
- Die bankrottgegangenen Indianapolis Jets, die für den Spielbetrieb des vergangenen Jahres ein Darlehen der BAA über 30.000 Dollar erhalten hatten, und die Providence Steamrollers beendeten den Spielbetrieb nach der Saison 1948/49.
- Die Minneapolis Lakers und die St. Louis Bombers machten von ihrem Recht des Territorial Picks Gebrauch und drafteten Vern Mikkelsen von der Hamline University und Billiken Ed Macauley von der Saint Louis University. Erster Draft-Pick in der Dispersal Draft aus der Auflösung der Steamrollers war Howie Shannon von den Wildcats der Kansas State University für die Boston Celtics. Erster echter Rookie-Draftee wurde Olympiasieger und NCAA-Division-I-Basketball-Championship-Gewinner Alex Groza von den Wildcats der University of Kentucky für die Indianapolis Olympians. Seine Karriere endete zwei Jahre später aufgrund einer lebenslangen Sperre der NBA wegen seiner Verwicklung in den CCNY-Point Shaving-Skandal.[1]
- Präsident Maurice Podoloff hatte zwischen Juni 1948 und Mai 1949 einen Verdienst von 8000 Dollar. Die Betriebskosten der BAA betrugen insgesamt 121.131 Dollar laut Finanzbericht.[2]
- Sechs Teams aus der National Basketball League (Anderson Packers, Denver Nuggets, Sheboygan Red Skins, Syracuse Nationals, Tri-Cities Blackhawks und die Waterloo Hawks) spielten nun auch in der Liga und das als Expansion Team der NBL vorgesehene Team, die Indianapolis Olympians, wurde ebenfalls in die Liga aufgenommen.
- Die Liga wurde in drei Divisionen aufgeteilt.[3]
- Am 24. November 1949 gab es mit 59 die vorläufig meisten verwandelten Freiwürfe im Spiel Syracuse gegen Anderson. Die Rekorde der insgesamt verwandelten Freiwürfe (59 durch die Nationals, 57 durch die Packers), der Freiwurfversuche (86), der gesamten Freiwurfversuche (160), der individuellen Fouls (Anderson 66) und der gesamten individuellen Fouls (122) stehen sogar bis heute (2018). Das Spiel sah allerdings auch fünf Verlängerungen.
- Am 10. März 1950 gab es mit 51 die vorläufig meisten Assists eines Teams beim Spiel der Sheboygan Red Skins gegen die Denver Nuggets.

## Abschlusstabellen
Pl. = Rang,  = Für die Playoffs qualifiziert, Sp = Anzahl der Spiele, S—N = Siege—Niederlagen, % = Siegquote (Siege geteilt durch Anzahl der bestrittenen Spiele), GB = Rückstand auf den Führenden der Division in der Summe von Sieg- und Niederlagendifferenz geteilt durch zwei, Heim = Heimbilanz, Ausw. = Auswärtsbilanz, Neutr. = Bilanz auf neutralem Boden, Div. = Bilanz gegen die Divisionsgegner

### Eastern Division
| Pl. | Mannschaft            | Sp | S—N   | %    | GB | Heim  | Ausw. | Neutr. | Div.  |
| --- | --------------------- | -- | ----- | ---- | -- | ----- | ----- | ------ | ----- |
| 1.  | Syracuse Nationals    | 64 | 51—13 | .797 | —  | 31—10 | 15—12 | 05—00  | 09—10 |
| 2.  | New York Knicks       | 68 | 40—28 | .588 | 13 | 19—10 | 18—16 | 03—20  | 20—60 |
| 3.  | Washington Capitols   | 68 | 32—36 | .471 | 21 | 21—13 | 10—20 | 01—30  | 11—13 |
| 4.  | Philadelphia Warriors | 68 | 26—42 | .382 | 27 | 15—15 | 08—23 | 00—10  | 11—17 |
| 5.  | Baltimore Bullets     | 68 | 25—43 | .368 | 28 | 16—15 | 08—25 | 01—30  | 08—18 |
| 6.  | Boston Celtics        | 68 | 22—46 | .324 | 31 | 12—14 | 05—28 | 05—40  | 11—15 |

### Central Division
| Pl. | Mannschaft           | Sp | S—N   | %    | GB | Heim  | Ausw. | Neutr. | Div.  |
| --- | -------------------- | -- | ----- | ---- | -- | ----- | ----- | ------ | ----- |
| 1.  | Rochester Royals     | 68 | 51—17 | .750 | —  | 33—10 | 17—16 | 01—00  | 15—90 |
| 2.  | 0Minneapolis Lakers0 | 68 | 51—17 | .750 | —  | 30—10 | 18—16 | 03—00  | 16—80 |
| 3.  | Chicago Stags        | 68 | 40—28 | .588 | 11 | 18—60 | 14—21 | 03—00  | 11—13 |
| 4.  | Fort Wayne Pistons   | 68 | 40—28 | .588 | 11 | 28—60 | 12—22 | 00—00  | 14—10 |
| 5.  | St. Louis Bombers    | 68 | 26—42 | .382 | 25 | 17—14 | 07—26 | 02—20  | 04—20 |

### Western Division
| Pl. | Mannschaft             | Sp | S—N   | %    | GB | Heim  | Ausw. | Neutr. | Div.  |
| --- | ---------------------- | -- | ----- | ---- | -- | ----- | ----- | ------ | ----- |
| 1.  | Indianapolis Olympians | 64 | 39—25 | .609 | —  | 23—50 | 13—18 | 03—20  | 26—90 |
| 2.  | Anderson Packers       | 64 | 37—27 | .578 | 2  | 23—90 | 11—18 | 03—00  | 25—12 |
| 3.  | Tri-Cities Blackhawks  | 64 | 29—35 | .453 | 10 | 22—13 | 04—20 | 03—20  | 20—17 |
| 4.  | Sheboygan Red Skins    | 62 | 22—40 | .355 | 16 | 17—14 | 05—22 | 00—40  | 15—20 |
| 5.  | Waterloo Hawks         | 62 | 19—43 | .306 | 19 | 17—15 | 01—22 | 01—60  | 13—22 |
| 6.  | Denver Nuggets         | 62 | 11—51 | .177 | 27 | 09—15 | 01—26 | 01—10  | 08—27 |

## Führende Spieler in Einzelwertungen
| Kategorie       | Spieler       | Mannschaft             | Wert   |
| --------------- | ------------- | ---------------------- | ------ |
| Punkte          | George Mikan  | Minneapolis Lakers     | 1.865  |
| Wurfquote †     | Alex Groza    | Indianapolis Olympians | 47,8 % |
| Freiwurfquote ‡ | Max Zaslofsky | Chicago Stags          | 84,3 % |
| Assists         | Dick McGuire  | New York Knicks        | 386    |

† 200 Körbe nötig für Wertung. Groza erzielte mit 521 die zweitmeisten Feldtore bei 1090 Versuchen.

‡ 170 Freiwürfe nötig für Wertung. Zaslofsky traf 321 von 381.

- Mit 297 beging George Mikan die meisten Fouls, wie auch in den kommenden zwei Spielzeiten. Die meisten individuellen Fouls der NBA-Geschichte in einem Spiel beging Don Otten von den Tri-Cities Blackhawks mit acht am 24. November 1949 im Auswärtsspiel gegen die Sheboygan Red Skins. Sein Team hatte in jener Saison auch die höchste Teamfoulquote aller Zeiten (32,1 Fouls pro Spiel).
- Mikan kam auf 27,4 Punkte pro Spiel. Er hatte die fünftbeste Feldtorquote mit 40,7 %.
- Andy Phillipp aus Chicago hatte mit 377 Assists 5,8 Assists pro Spiel und damit eine bessere Quote als Dick McGuire mit seinen 386 Assists (5,7 Assists pro Spiel).
- Bis zur Saison 1968/69 wurden den Statistiken in den Kategorien „Punkte“ und „Assists“ die insgesamt erzielten Leistungen zu Grunde gelegt und nicht die Quote pro Spiel. Rebounds werden erst seit der Saison 1950/51 erfasst.

## Ehrungen
| - All-NBA Team: - C – George Mikan, Minneapolis Lakers - F – Jim Pollard, Minneapolis Lakers - C – Alex Groza, Indianapolis Olympians - F – Bob Davies, Rochester Royals - G – Max Zaslofsky, Chicago Stags | - All-NBA Second Team: - G – Frank Brian, Anderson Packers - F – Fred Schaus, Fort Wayne Pistons - C – Dolph Schayes, Syracuse Nationals - F – Al Cervi, Syracuse Nationals - G – Ralph Beard, Indianapolis Olympians |

## Playoffs-Baum
|  | Division Semifinals                     | Division Semifinals | Division Semifinals |             |              | Division Finals | Division Finals | Division Finals |  |  | Semifinals | Semifinals | Semifinals |  |  | Finals | Finals | Finals |
|  |                                         |                     |                     |             |              |                 |                 |                 |  |  |            |            |            |  |  |        |        |        |
|  | C3                                      | Fort Wayne          | 2                   |             |              |                 |                 |                 |  |  |            |            |            |  |  |        |        |        |
|  | C2                                      | Rochester           | 0                   |             |              |                 |                 |                 |  |  |            |            |            |  |  |        |        |        |
|  | C2                                      | Rochester           | 0                   |             | C3           | Fort Wayne      | 0               |                 |  |  |            |            |            |  |  |        |        |        |
|  |                                         |                     |                     |             | C3           | Fort Wayne      | 0               |                 |  |  |            |            |            |  |  |        |        |        |
|  |                                         |                     | C1                  | Minneapolis | 2            |                 |                 |                 |  |  |            |            |            |  |  |        |        |        |
|  | C1                                      | Minneapolis         | C1                  | Minneapolis | 2            | 2               |                 |                 |  |  |            |            |            |  |  |        |        |        |
|  | C1                                      | Minneapolis         |                     |             |              |                 |                 |                 |  |  |            |            |            |  |  |        |        |        |
|  | C4                                      | Chicago             | 0                   |             |              |                 |                 |                 |  |  |            |            |            |  |  |        |        |        |
|  | C4                                      | Chicago             | 0                   |             | C1           | Minneapolis     | 2               |                 |  |  |            |            |            |  |  |        |        |        |
|  | ↑ Central Division / ↓ Western Division |                     |                     |             | C1           | Minneapolis     | 2               |                 |  |  |            |            |            |  |  |        |        |        |
|  |                                         | W2                  | Anderson            | 0           |              |                 |                 |                 |  |  |            |            |            |  |  |        |        |        |
|  | W1                                      | W2                  | Anderson            | 0           | Indianapolis | 2               |                 |                 |  |  |            |            |            |  |  |        |        |        |
|  | W1                                      |                     |                     |             |              | 2               |                 |                 |  |  |            |            |            |  |  |        |        |        |
|  | W4                                      | Sheboygan           | 1                   |             |              |                 |                 |                 |  |  |            |            |            |  |  |        |        |        |
|  | W4                                      | Sheboygan           | 1                   |             | W1           | Indianapolis    | 1               |                 |  |  |            |            |            |  |  |        |        |        |
|  |                                         |                     |                     |             | W1           | Indianapolis    | 1               |                 |  |  |            |            |            |  |  |        |        |        |
|  |                                         |                     | W2                  | Anderson    | 2            |                 |                 |                 |  |  |            |            |            |  |  |        |        |        |
|  | W2                                      | Anderson            | W2                  | Anderson    | 2            | 2               |                 |                 |  |  |            |            |            |  |  |        |        |        |
|  | W2                                      | Anderson            |                     |             |              |                 |                 |                 |  |  |            |            |            |  |  |        |        |        |
|  | W3                                      | Tri-Cities          | 1                   |             |              |                 |                 |                 |  |  |            |            |            |  |  |        |        |        |
|  | W3                                      | Tri-Cities          | 1                   |             | C1           | Minneapolis     | 4               |                 |  |  |            |            |            |  |  |        |        |        |
|  |                                         |                     |                     |             |              |                 |                 |                 |  |  |            |            |            |  |  |        |        |        |
|  |                                         | E1                  | Syracuse            | 2           |              |                 |                 |                 |  |  |            |            |            |  |  |        |        |        |
|  | E1                                      | E1                  | Syracuse            | 2           | Syracuse     | 2               |                 |                 |  |  |            |            |            |  |  |        |        |        |
|  | E1                                      |                     |                     |             |              | 2               |                 |                 |  |  |            |            |            |  |  |        |        |        |
|  | E4                                      | Philadelphia        | 0                   |             |              |                 |                 |                 |  |  |            |            |            |  |  |        |        |        |
|  | E4                                      | Philadelphia        | 0                   |             | E2           | New York        | 1               |                 |  |  |            |            |            |  |  |        |        |        |
|  |                                         |                     |                     |             | E2           | New York        | 1               |                 |  |  |            |            |            |  |  |        |        |        |
|  |                                         |                     | E1                  | Syracuse    | 2            |                 |                 |                 |  |  |            |            |            |  |  |        |        |        |
|  | E2                                      | New York            | E1                  | Syracuse    | 2            | 2               |                 |                 |  |  |            |            |            |  |  |        |        |        |
|  | E2                                      | New York            |                     |             |              |                 |                 |                 |  |  |            |            |            |  |  |        |        |        |
|  | E3                                      | Washington          | 0                   |             |              |                 |                 |                 |  |  |            |            |            |  |  |        |        |        |
|  | E3                                      | Washington          | 0                   |             | E1           | Syracuse        |                 |                 |  |  |            |            |            |  |  |        |        |        |
|  | Eastern Division                        |                     |                     |             | E1           | Syracuse        |                 |                 |  |  |            |            |            |  |  |        |        |        |
|  |                                         |                     |                     |             |              |                 |                 |                 |  |  |            |            |            |  |  |        |        |        |
|  |                                         |                     |                     |             |              |                 |                 |                 |  |  |            |            |            |  |  |        |        |        |
|  |                                         |                     |                     |             |              |                 |                 |                 |  |  |            |            |            |  |  |        |        |        |
|  |                                         |                     |                     |             |              |                 |                 |                 |  |  |            |            |            |  |  |        |        |        |
|  |                                         |                     |                     |             |              |                 |                 |                 |  |  |            |            |            |  |  |        |        |        |
|  |                                         |                     |                     |             |              |                 |                 |                 |  |  |            |            |            |  |  |        |        |        |
|  |                                         |                     |                     |             |              |                 |                 |                 |  |  |            |            |            |  |  |        |        |        |
|  |                                         |                     |                     |             |              |                 |                 |                 |  |  |            |            |            |  |  |        |        |        |
|  |                                         |                     |                     |             |              |                 |                 |                 |  |  |            |            |            |  |  |        |        |        |

## Playoffs-Ergebnisse
Die Tie-Breaks der Central Division für die jeweils punktgleichen Erst- und Drittplatzierten fanden am 20. und 21. März statt. Beide Spiele gehen nicht in die Playoff-Bilanz ein.
Die eigentlichen Playoffs begannen am 21. März und wurden in den ersten Runden der Division-Halbfinals, der Division-Finals und der Meisterschafts-Halbfinals nach dem Modus „Best of Three“ ausgetragen, die NBA-Finals nach dem Modus „Best of Seven“. Der in der regulären Saison höchstplatzierte Divisionssieger mit der besten Bilanz bekam ein Freilos für die NBA-Finals, während die in der regulären Saison schlechter platzierten Divisionssieger ein Halbfinale um den Einzug in die NBA-Finals bestreiten mussten.

### Central Division – Tie-Breaks
Spiel um den dritten Platz
Fort Wayne Pistons 1, Chicago Stags 0

Montag, 20. März: Fort Wayne 86 – 69 Chicago
Spiel um den ersten Platz
Minneapolis Lakers 1, Rochester Royals 0

Dienstag, 21. März: Rochester 76 – 78 Minneapolis

### Eastern Division-Halbfinals
Syracuse Nationals 2, Philadelphia Warriors 0

Mittwoch, 22. März: Syracuse 93 – 76 Philadelphia

Donnerstag, 23. März: Philadelphia 53 – 59 Syracuse
New York Knickerbockers 2, Washington Capitols 0

Dienstag, 21. März: Washington 87 – 90 New York

Mittwoch, 22. März: New York 103 – 83 Washington

### Central Division-Halbfinals
Minneapolis Lakers 2, Chicago Stags 0

Mittwoch, 22. März: Minneapolis 85 – 75 Chicago

Sonnabend, 25. März: Chicago 67 – 75 Minneapolis
Fort Wayne Pistons 2, Rochester Royals 0

Donnerstag, 23. März: Rochester 84 – 90 Fort Wayne

Sonnabend, 25. März: Fort Wayne 79 – 78 Rochester (n. V.)

### Western Division-Halbfinals
Indianapolis Olympians 2, Sheboygan Red Skins 1

Dienstag, 21. März: Indianapolis 86 – 85 Sheboygan

Donnerstag, 23. März: Sheboygan 95 – 85 Indianapolis

Sonnabend, 25. März: Indianapolis 91 – 84 Sheboygan
Anderson Packers 2, Tri-Cities Blackhawks 1

Dienstag, 21. März: Anderson 89 – 77 Tri-Cities

Donnerstag, 23. März: Tri-Cities 76 – 75 Anderson

Freitag, 24. März: Anderson 94 – 71 Tri-Cities

### Eastern Division-Finals
Syracuse Nationals 2, New York Knickerbockers 1

Dienstag, 22. März: Syracuse 91 – 83 New York (n. V.)

Sonnabend, 26. März: New York 80 – 76 Syracuse

Sonntag, 27. März: Syracuse 91 – 80 New York

### Central Division-Finals
Minneapolis Lakers 2, Fort Wayne Pistons 0

Montag, 27. März: Minneapolis 93 – 79 Fort Wayne

Dienstag, 28. März: Fort Wayne 82 – 89 Minneapolis

### Western Division-Finals
Anderson Packers 2, Indianapolis Olympians 1

Dienstag, 28. März: Indianapolis 77 – 74 Anderson

Donnerstag, 30. März: Anderson 84 – 67 Indianapolis

Sonnabend, 1. April: Indianapolis 65 – 67 Anderson

### Halbfinals um den Einzug in die NBA-Finals
Minneapolis Lakers 2, Anderson Packers 0

Mittwoch: 5. April: Minneapolis 75 – 50 Anderson

Donnerstag, 6. April: Anderson 71 – 90 Minneapolis

## NBA-Finals

### Minneapolis Lakers vs. Syracuse Nationals
Die beiden ersten Heimspiele der Lakers fanden in Saint Paul, der Zwillingsstadt von Minneapolis, statt.
Die Finalergebnisse:

Sonnabend, 8. April: Syracuse 66 – 68 Minneapolis

Sonntag, 9. April: Syracuse 91 – 85 Minneapolis

Freitag, 14. April: Minneapolis 91 – 77 Syracuse

Sonntag, 16. April: Minneapolis 77 – 69 Syracuse

Donnerstag, 20. April: Syracuse 83 – 76 Minneapolis

Sonntag, 23. April: Minneapolis 110 – 95 Syracuse
Die Minneapolis Lakers werden mit 4—2 Siegen zum zweiten Mal NBA-Meister.

## Die Meistermannschaft der Minneapolis Lakers
| Don Carlson, Arnie Ferrin, Normie Glick, Bud Grant, Bob Harrison, Billy Hassett, Tony Jaros, Slater Martin, George Mikan, Vern Mikkelsen, Jim Pollard, Herm Schaefer, Gene Stump, Lefty Walther Head Coach John Kundla |